# Sopas de pan (Colombia)
Las sopas de pan, también conocidas como sopas de los siete potajes, son un tipo de lasaña por la estructura que tienen de pisos, donde se intercala el pan con el resto de ingredientes. Es una comida típica del altiplano cundiboyacense, que nació como una tradición para la celebración después de la Semana Santa, aunque no tiene muchos registros, y  sigue haciéndose por la tradición de voz a voz entre familias.

## Ingredientes

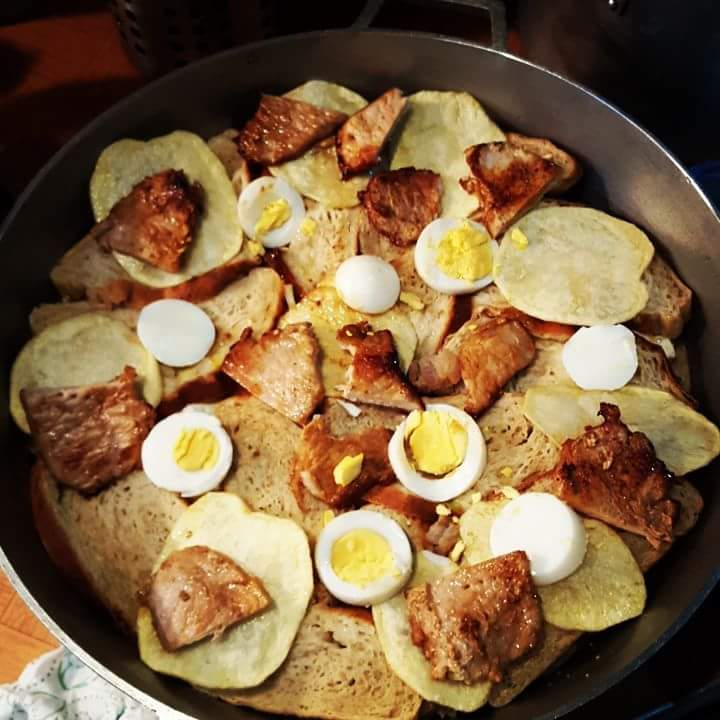

Pan (preferiblemente francés), carne de res, carne de cerdo, huevo cocido, longaniza, papas fritas, plátano maduro frito, queso (campesino) y changua.